# Thomas Minton
Thomas Minton, (ur. 1765, zm. 1836) – angielski garncarz.
Początkowo pracował dla J. Spode'a, lecz w 1789 założył własną firmę „Thomas Minton & Sons” w Stoke-on-Trent, gdzie niebawem wybudował zakłady ceramiczne. Stworzył motyw niebieskich listków wierzbowych. Zasłynął jako wytwórca porcelany.